# 국민농업포럼
국민농업포럼은 국민농업 실현과 농촌문화 창달을 위한 연구와 토론, 다양한 사업 전개를 통해 농민의 생활권 보장, 국민의 안전한 먹을거리 기본권 보장, 도농 상생과 순환의 공동체 사회 건설을 위해 노력 목적으로 2008년 6월 30일 설립된 대한민국 농림축산식품부 소관의 사단법인이다. 사무실은 경기도 과천시에 있다.

## 주요 사업
- 국민농업 실현을 위한 사회적 네트워크 구축
  - 국민농업 실현을 위한 심토지엄, 토론회 등 사회적 여론 형성 활동
  - 국민농업 실현을 대국민 캠페인
  - 도농간, 농업관련 종사자간 연대와 발전을 위한 사업
- 조사 및 학술연구 사업
  - 국민농업 실현을 위한 주요 현안과 정책 조사․연구
  - 연구 성과의 확산을 위한 정보자료 발간
- 기타 관련 사업

## 같이 보기
- 식생활교육국민네트워크